# Carl Herman Backert
Carl Herman Backert, född 11 september 1829 i Borås, död 3 juli 1912 i Stockholm, var en svensk redare.
Backert gick i sin ungdom i kopparslagarlära och gjorde sitt gesällprov i Tyskland. Under en tid var han innehavare av en metallvarufabrik i Stockholm. Redan 1860 blev han delägare i Kungsholms Ångslupsbolag och senare i flera av ångslupsbolagen i Stockholm. Sedan Stockholms Ångslups AB bildats 1863 genom sammanslagning av flera av de mindre bolagen blev han 1869 VD för bolaget och kvarstod på den posten fram till 1901. Backert var även direktör för flera andra ångbåtsbolag, bland annat Bockholmsssunds Ångfartygsbolag 1864-1881, Fittja Ångslupsbolag, som 1870 fick namnet Ångbåtsbolaget Drottningholm-Fittja och 1894 ombildades till aktiebolag med Backert som VD. Han var även VD för Waxholms Ångfartygsaktiebolag.